# Sindhupalchowk (dystrykt)

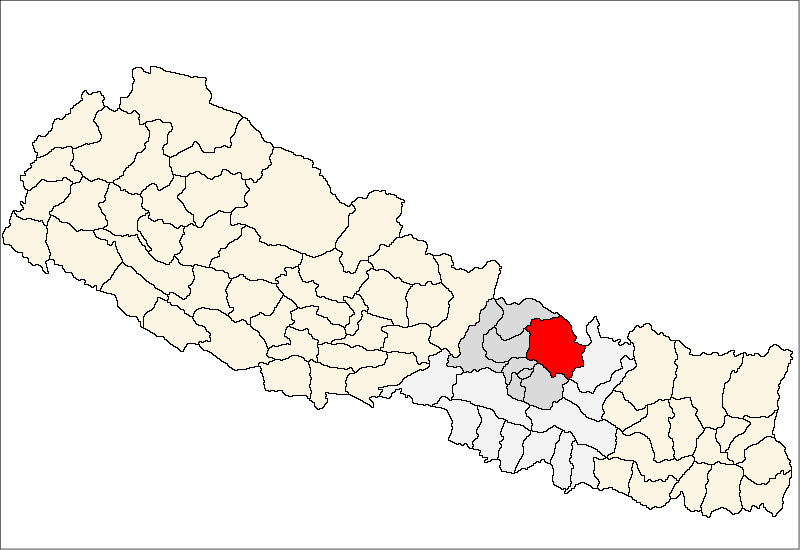
Dystrykt Sindhupalchok

Dystrykt Sindhupalchok (nep. सिन्धुपाल्चोक) – jeden z siedemdziesięciu pięciu dystryktów Nepalu. Leży w strefie Bagmati. Dystrykt ten zajmuje powierzchnię 2542 km², w 2011 r. zamieszkiwało go 287 798 ludzi. Stolicą jest Chautara.